# کرنش

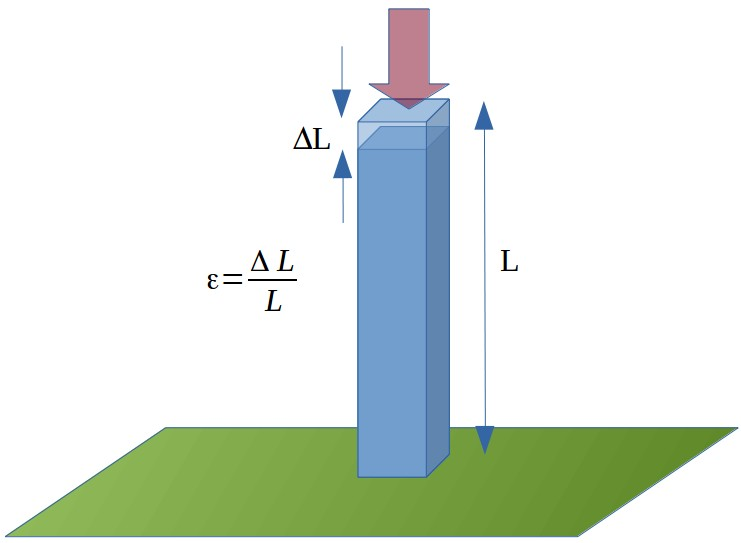
نمایی از شماتیک و طرح‌نقشهٔ یک‌نوع «کرنش» در فیزیک

کُرنِش (به انگلیسی: Strain) در فیزیک به تغییر شکل نسبی یک ماده در پاسخ به تنش اعمال شده اشاره دارد. به عبارت دیگر، کرنش میزان تغییر طول، حجم یا شکل یک جسم را نسبت به اندازه اولیه‌اش اندازه‌گیری می‌کند. این تغییر شکل می‌تواند کششی (افزایش طول)، فشاری (کاهش طول) یا برشی (تغییر شکل زاویه‌ای) باشد.
کرنش معمولاً به صورت یک عدد بدون واحد بیان می‌شود و می‌تواند مثبت (برای تغییر شکل کششی) یا منفی (برای تغییر شکل فشاری) باشد. کرنش برشی نیز بدون واحد است و میزان تغییر شکل زاویه‌ای را نشان می‌دهد.
کرنش یک مفهوم اساسی در مکانیک جامدات و مقاومت مصالح است و برای تحلیل و طراحی سازه‌ها و ماشین‌آلات بسیار مهم است. با دانستن کرنش یک ماده در پاسخ به تنش‌های مختلف، می‌توان رفتار مکانیکی آن را پیش‌بینی کرد و از شکست یا تغییر شکل ناخواسته آن جلوگیری کرد.
تنش و کرنش، از ابتدایی‌ترین و مهم‌ترین مفاهیم موجود در مقاومت مصالح هستند. هنگامی که نیرویی بر یک سازه یا عضوی از آن وارد شود، تنش و کرنش به وجود می‌آیند. تنش را می‌توان به صورت نیروی وارده بر یک جسم در واحد سطح تعریف کرد. نیرویی که بر یک سازه وارد می‌شود، باعث ایجاد تغییر شکل در آن خواهد شد. طول این تغییر شکل، به میزان سختی سازه بستگی دارد. کرنش را می‌توان به صورت نسبت طول تغییر شکل بر طول اصلی تعریف کرد. کرنش را با علامت {\displaystyle \epsilon } نشان می‌دهند. ε= δ/E

## کلیات
در مکانیک، «کرنش» به عنوان تغییر شکل نسبی، در مقایسه با یک پیکربندی مرجع بردار مکان، تعریف می‌شود. بسته به اینکه کرنش نسبت به پیکربندی اولیه یا نهایی جسم تعریف شود و اینکه تانسور متریک یا دوگانه آن در نظر گرفته شود، انتخاب‌های مختلف معادلی را می‌توان برای بیان میدان کرنش در نظر گرفت.
کرنش دارای آنالیز ابعادی طول نسبت است، با واحد اصلی دستگاه بین‌المللی یکاها متر بر متر (m/m). از این رو، کرنش‌ها کمیت بدون بعد هستند و معمولاً به صورت اعشاری یا درصد بیان می‌شوند. بخش در میلیون نیز استفاده می‌شود، به عنوان مثال، میکروکرنش یا نانوکرنش (که گاهی به ترتیب «میکروکرنش» و «نانوکرنش» نامیده می‌شوند)، که معادل میکرومتر بر متر و نانومتر بر متر هستند.
کرنش را می‌توان به عنوان مشتق فضایی بردار جابجایی فرموله کرد:
{\displaystyle {\boldsymbol {\varepsilon }}\doteq {\cfrac {\partial }{\partial \mathbf {X} }}\left(\mathbf {x} -\mathbf {X} \right)={\boldsymbol {F}}'-{\boldsymbol {I}},}
که در آن I ماتریس همانی است.
جابجایی یک جسم را می‌توان به شکل x = F(X) بیان کرد، که در آن X موقعیت مرجع نقاط مادی جسم است. جابجایی دارای واحد طول است و بین حرکات جسم صلب (انتقال و چرخش) و تغییر شکل‌ها (تغییر در شکل و اندازه) جسم تمایز قائل نمی‌شود. مشتق فضایی یک انتقال یکنواخت صفر است، بنابراین کرنش‌ها اندازه‌گیری می‌کنند که یک جابجایی معین چقدر به صورت محلی با حرکت یک جسم صلب متفاوت است.
کرنش به‌طورکلی یک کمیت تانسور است. بینش فیزیکی در مورد کرنش‌ها را می‌توان با مشاهده اینکه یک کرنش معین می‌تواند به مؤلفه‌های نرمال و برشی تجزیه شود، به دست آورد. میزان کشش یا فشردگی در امتداد عناصر خط مواد یا الیاف، «کرنش نرمال» است و میزان اعوجاج مرتبط با لغزش لایه‌های صفحه روی یکدیگر، «کرنش برشی» در داخل یک جسم در حال تغییر شکل است. این می‌تواند با افزایش طول، کوتاه شدن یا تغییرات حجم، یا اعوجاج زاویه‌ای اعمال شود.

## انواع کُرنش

### کرنش جانبی
اگر جسم استوانه‌ای به قطر D و به طول L0 داشته باشیم، و در راستای طول (محوری) L0 نیروی کششی به اندازه F به سطح مقطع این جسم وارد شود، تحت این نیرو، در راستای L0 تغییر طولی به اندازه ΔL به‌وجود خواهد آمد که این تغییر طول به‌وجود آمده نسبت به طول اولیه L0 را در اصطلاح کرنش محوری گویند، که کمیتی بدون بعد است. که با نماد اپسیلون εa نشان می‌دهند.
اما در راستای قطر D جسم نیز تغییرشکلی به فرم کاهش قطرΔD حادث می‌شود که تحت نیروی کششی وارد بر جسم پدیدار می‌شود که اصطلاحاً نازک شدن قطر را در پی دارد. یا دچار انقباض قطری می‌شود. حال اگر نیروی وارد بر جسم در راستای طول جسم (نیروی محوری) فشاری باشد، این تغییر قطر به فرم ازدیاد قطر در مقطع پدیدار می‌شود. به مجموع این تغییرات قطر حاصل از نیروی محوری (کششی یا فشاری) را کرنش جانبی گویند، که کمیتی بدون بعد می‌باشد، و با نماد اپسیلون εL نشان می‌دهند.
در نتیجه تغییر شکل حاصل از نیروی محوری، اعم از نیروی (کششی یا فشاری)، کرنش جانبی و کرنش محوری رخ خواهد داد، در فولاد نرمه مخصوصاً در نزدیکی نقطه گسیختگی، این پدیده رخ خواهد داد. که نسبت این دو پدیده در جسم، کمیتی منحصر بفرد، ویژه و بدون بعد می‌باشد که به ضریب پواسان معروف است و با نماد (نو) v نشان می‌دهند.

### کرنش محوری
کرنش محوری یا عمودی در یک میله تحت بارگذاری محوری را با تغییر شکل در طول واحد آن میله تعریف می‌کنیم.
با نشان دادن کرنش عمودی با e' حرف یونانی (اپسیلون)، می‌نویسیم: ε=δ/L
که در فرمول بالا L طول میله و δ مقدار تغییر شکل آن می‌باشد.

### کرنش حقیقی
در کرنش حقیقی به جای استفاده از کل افزایش طول δ و مقدار اولیه L، از مقادیر لحظه‌ای متوالی L که ثبت شده است، استفاده می‌کنیم.
با تقسیم کردن هر تغییر طول در فاصله بین دو علامت معیار بر مقدار متناظر L، کرنش‌های جزئی Δε=ΔL/L را به دست می‌آوریم.
با جمع کردن مقادیر متوالی Δε، کرنش حقیقی را تعریف می‌کنیم.
ΣΔε = ΣΔL/L = ε
در واقع کرنش حقیقی از مجموع تغییر طول‌های لحظه‌ای تقسیم بر مقدار طول اولیه به‌دست می‌آید ولی کرنش مهندسی از تغییر طول نهایی تقسیم بر طول اولیه محاسبه می‌شود.